# Fjunskinn
Fjunskinn (Suillosporium cystidiatum) är en svampart som först beskrevs av Donald Philip Rogers, och fick sitt nu gällande namn av Zdeněk Pouzar 1958. Fjunskinn ingår i släktet Suillosporium och familjen Botryobasidiaceae.  Arten är reproducerande i Sverige. Inga underarter finns listade i Catalogue of Life.